# Каскаогіз
Каскаогі́з (каз. Қасқаөгіз) — село у складі Балхаського району Алматинської області Казахстану. Входить до складу Желторангинського сільського округу.
Населення — 61 особа (2021; 36 у 2009, 63 у 1999, 284 у 1989).